# Portachuelo granuloso
 (août 2021).
Genre
Espèce
Portachuelo granuloso, unique représentant du genre Portachuelo, est une espèce d'opilions laniatores de la famille des Cosmetidae.

## Distribution
Cette espèce est endémique de l'État de Táchira au Venezuela. Elle se rencontre vers Antonio Rómulo Costa sur le Cerro Portachuelo.

## Description
Le mâle holotype mesure 6,20 mm.

## Publication originale
- González-Sponga, 2003 : « Arácnidos de Venezuela. Un nuevo género y cinco nuevas especies de la familia Cosmetidae (Opiliones Laniatores). » Boletin de la Sociedad Venezolana de Ciencias Naturales, vol. 46, p. 71–96.